# Balkány
Balkány je město v okrese Nagykálló v Maďarsku.
Má rozlohu 8 999 ha a žije zde 6 298 obyvatel (2011).

## Partnerská města
- Chlebnice, Slovensko
- Lazuri, Rumunsko
- Słopnice, Polsko